# Condé-sur-Marne
Condé-sur-Marne ist eine französische Gemeinde mit 749 Einwohnern (Stand 1. Januar 2022) im Département Marne in der Region Grand Est.

## Geografie
Der Ort liegt am Fluss Marne sowie dem Canal latéral à la Marne (dt. Marne-Seitenkanal), der Richtung Westen eine schiffbare Verbindung in den Raum Paris und Richtung Osten eine Verbindung an den Rhein oder zum Mittelmeer erlaubt.
Hier zweigt Richtung Norden auch der Canal de l’Aisne à la Marne (deutsch: Aisne-Marne-Kanal) ab, der einen Wasserweg nach Nordwestfrankreich und Belgien eröffnet.

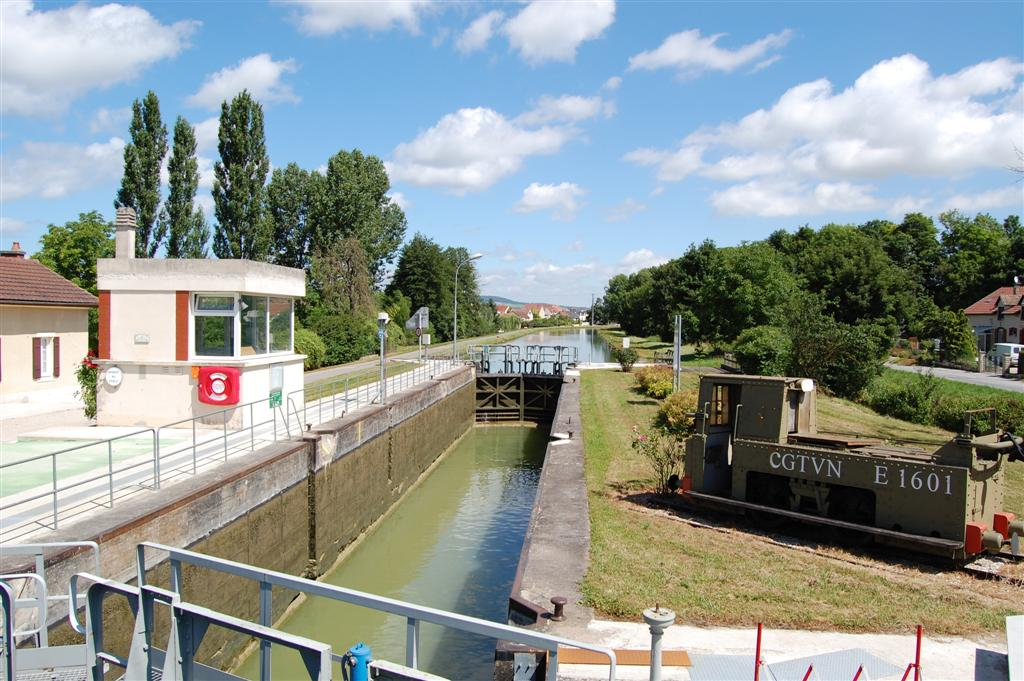
Schleuse Nr. 24 im Marne-Seitenkanal
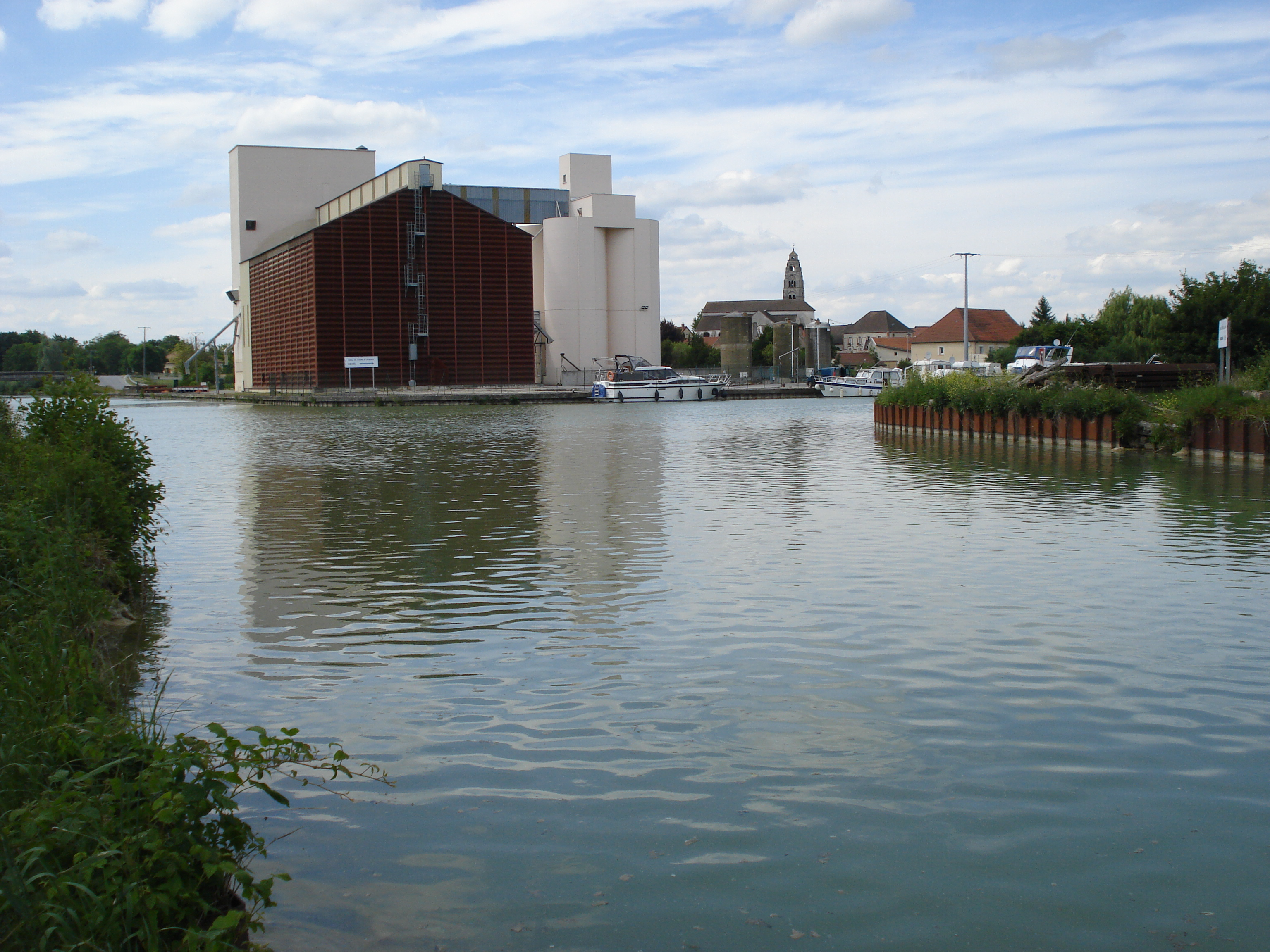
Abzweig des Aisne-Marne-Kanals

## Bevölkerungsentwicklung
| Jahr                       | 1962 | 1968 | 1975 | 1982 | 1990 | 1999 | 2004 | 2009 | 2018 | 2020 |
| -------------------------- | ---- | ---- | ---- | ---- | ---- | ---- | ---- | ---- | ---- | ---- |
| Einwohner                  | 528  | 504  | 477  | 594  | 566  | 599  | 654  | 710  | 786  | 755  |
| Quellen: Cassini und INSEE |      |      |      |      |      |      |      |      |      |      |

## Sehenswürdigkeiten
- Romanische Kirche Saint-Remi aus dem 11. Jahrhundert mit ungewöhnlichem Glockenturm

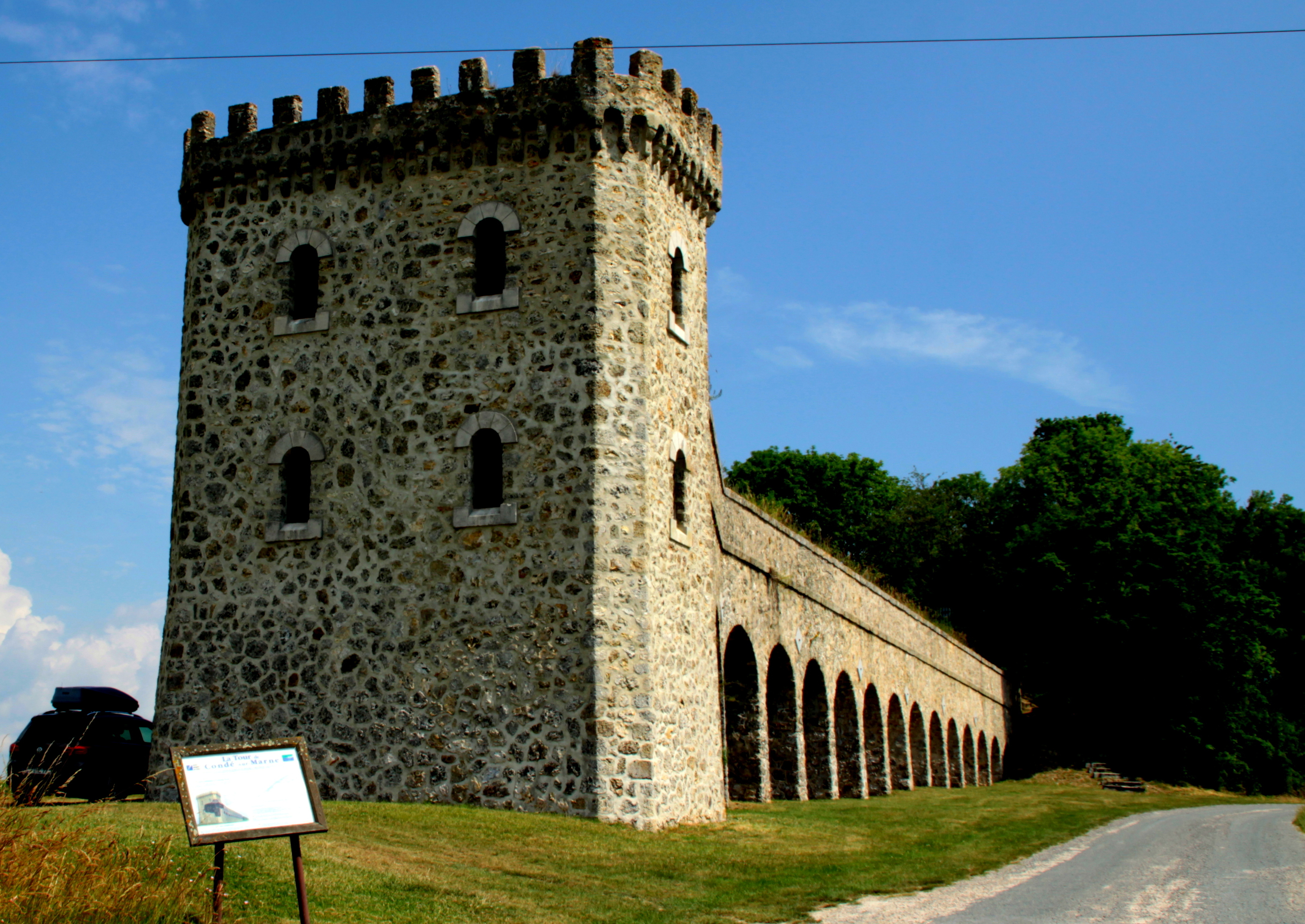
Aquädukt zur Wasserversorgung des Canal de l’Aisne à la Marne
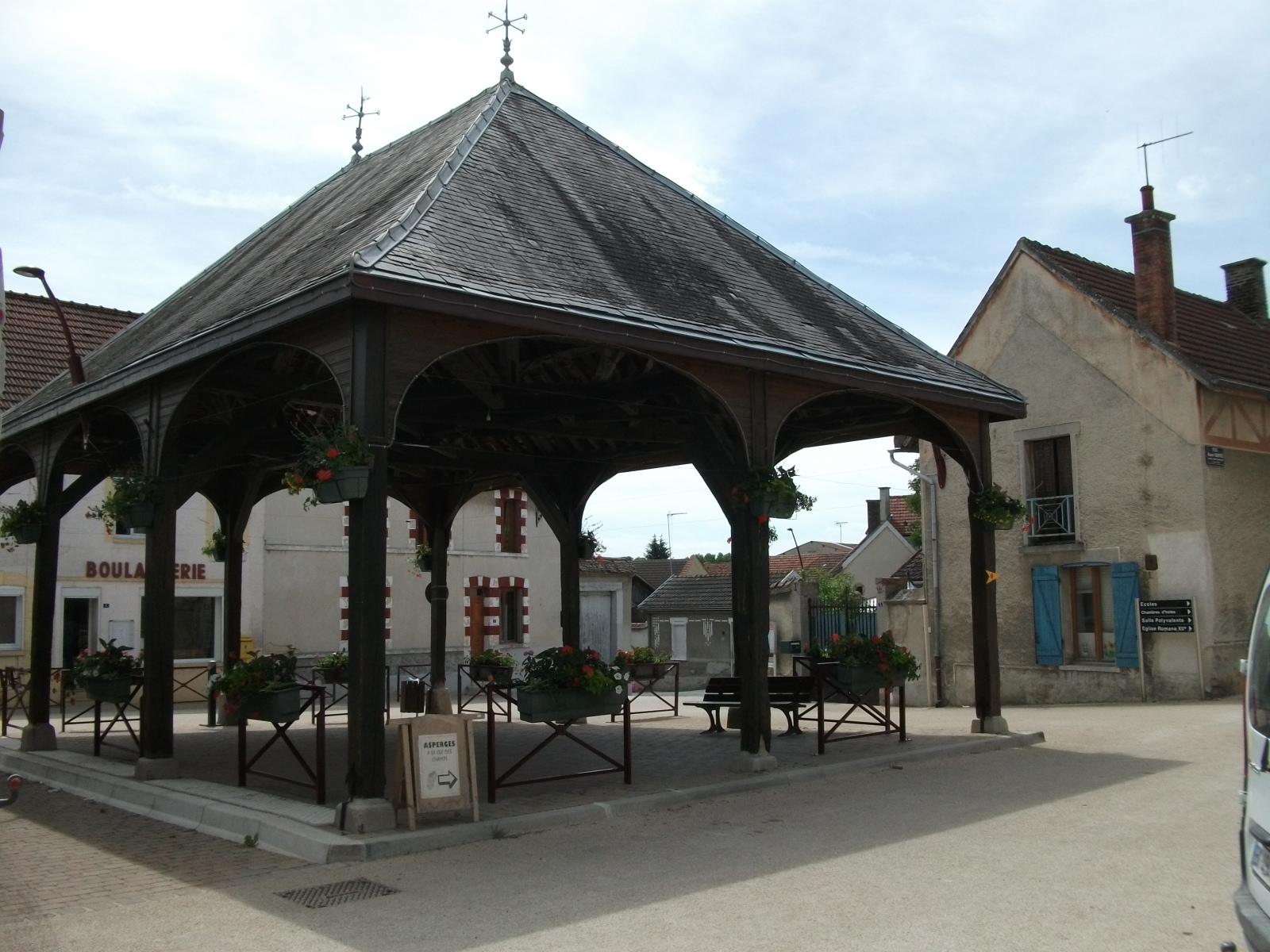
Markthalle
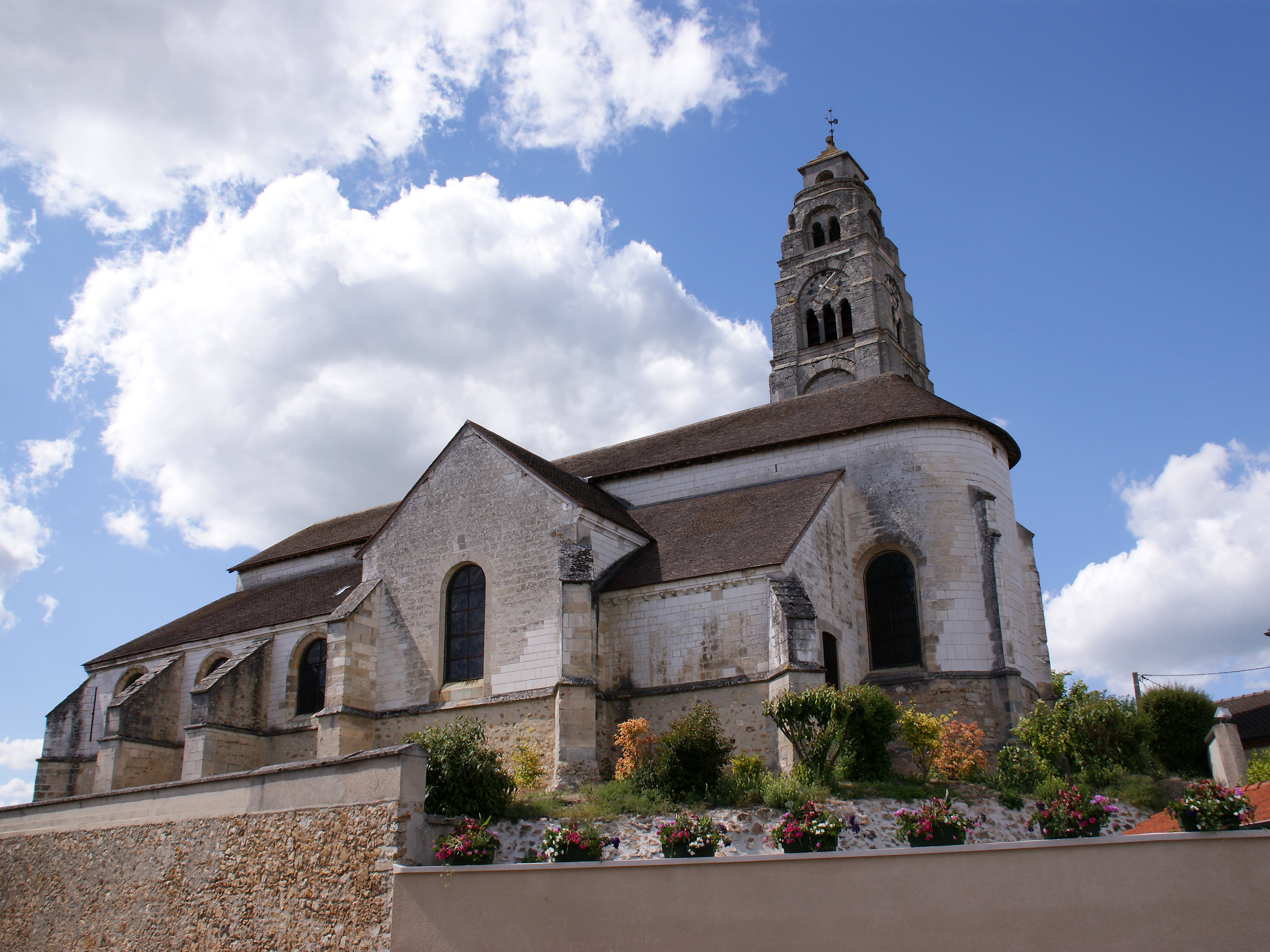
Kirche Saint-Remi

- Aquädukt zur Wasserversorgung des Canal de l’Aisne à la Marne
- Markthalle
- Kirche Saint-Remi